# Sint-Pauluskerk (Heeserbergen)

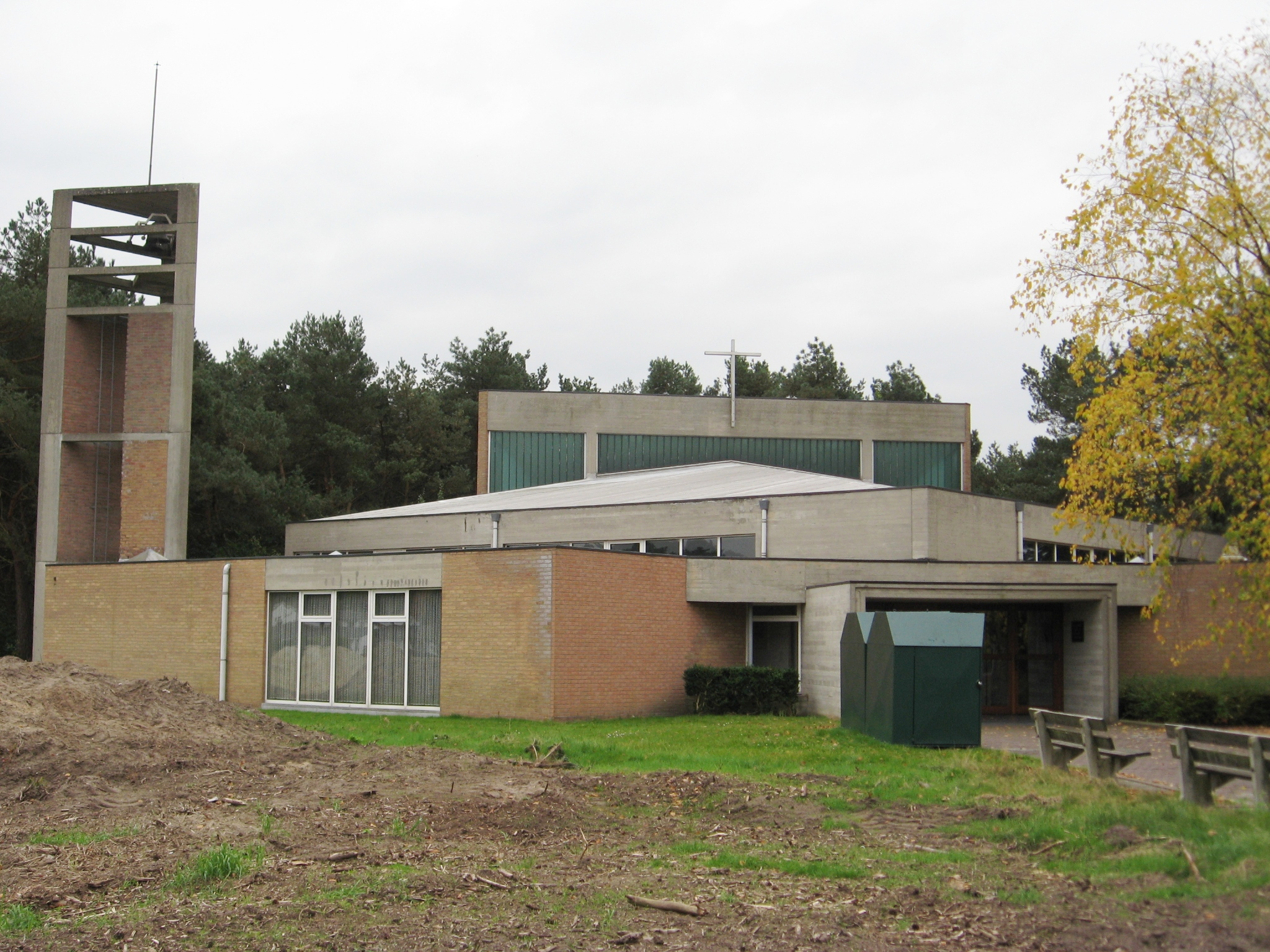
Sint-Pauluskerk

De Sint-Pauluskerk is de parochiekerk van de Lommelse wijk Heeserbergen, gelegen aan de Jan Davidlaan.
Deze modernistische zaalkerk werd gebouwd van 1980-1981. Architecten waren L. Bernaerts en F. Theuwissen. Voordien vonden de vieringen plaats in een loods, die als noodkerk fungeerde.
Het is een vierkante zaalkerk, waarvan de hoeken naar de vier windstreken zijn gericht. Ook is er een open klokkentoren met driehoekige plattegrond. Er is een ingangspartij en een aangebouwd driezijdig koor, wat hoger dan de zaal en bekroond met een metalen kruis.
Voor de kerk is gebruik gemaakt van baksteen en beton. Het dak bestaat uit verspringende en afgeschuinde platen.